# 2632 Guizhou
2632 Guizhou è un asteroide della fascia principale del diametro medio di circa 29,07 km. Scoperto nel 1980, presenta un'orbita caratterizzata da un semiasse maggiore pari a 3,0415080 UA e da un'eccentricità di 0,1025353, inclinata di 10,46759° rispetto all'eclittica.